# Balsac, Aveyron

Balsac este o comună în departamentul Aveyron din sudul Franței. În 1 ianuarie 2017 avea o populație de 631 de locuitori.